# Tudor Vladimirescu (okręg Jassy)
Tudor Vladimirescu – wieś w Rumunii, w okręgu Jassy, w gminie Mogoșești-Siret. W 2011 roku liczyła 872 mieszkańców.